# Верхние Тёплые Станы
Верхние Тёплые Станы — бывшая деревня, вошедшая в состав Москвы 17 августа 1960 года. Находилась на правой стороне Старой Калужской дороги, на краю Неракова оврага (недалеко от современной улицы Генерала Тюленева).

## История
Тёплые станы впервые упоминаются в духовной грамоте Ивана Калиты. Относилось к территории древнего Сосенского стана.
Для увеличения доходности села Уское Тихоном Никитичем Стрешневым часть крестьян из него в 1701 году была переселена к Старой Калужской дороге в новообразованную деревню Возцы или Нижние Тёплые станы, которая получила название в честь занимаемой ею пустоши. Существовавшая до этого деревня Тёплые станы стала называться Верхние Тёплые станы.
В 1707 году селом Троицкое и деревней Верхние Тёплые станы владел думный дьяк Автоном Иванович Иванов. В 1690 году Иванов стал одним из дьяков, подписавших отречение Софьи Алексеевны. За это ему была выдана жалованная грамота на имение Шакловитого, сторонника Софьи, включавшее деревню Говорово. В этой деревне в 1696 году Иванов закончил строительство церкви Святой Троицы, и деревня стала селом под названием Троицкое.
После смерти Автонома Ивановича имения Иванова перешли к его сыну Николаю, а затем — к внучке Дарье Николаевне (в замужестве Салтыковой), осуждённой в 1768 году.
Для уплаты долгов Салтыковы в 1777 году продают Троицкое и Верхние Тёплые Станы. Приобретает их писатель Борис Салтыков.
В 1786 году Верхние Тёплые станы относилась к Зюзинской волости Московского уезда. Владел ей Пётр Афанасьевич Бекетов (1732–1785), после его смерти — вдова Ирина Ивановна Мясникова-Бекетова (1741—1823) и их сын Пётр Петрович Бекетов (1775—1845). Вскоре Бекетова продала Троицкое и Верхние Тёплые Станы.
В 1790-х годах Троицкое и Верхние Тёплые Станы переходят к Ивану Николаевичу Тютчеву — мужу родной сестры Дарьи Николаевны и отцу знаменитого поэта. За время своего владения он перестраивает «вотчинников дом» и разбивает регулярный парк с прудами.
В 1812 году Теплых Станов было по-прежнему два, здесь останавливался Наполеон.
В 1812 году наполеоновские части разграбили и сожгли Верхние Тёплые Станы, принадлежавшие тогда коллежскому асессору Ивану Николаевичу Тютчеву.
Следующим владельцем земель стал Николай Андреевич Тютчев, который восстановил село. Следующим хозяином деревни была Воейкова, позже — племянница Грибоедова Анастасия Устинова. По данным на 1890 год, в Верхних Тёплых Станах проживало 120 человек.
В 1971 году деревня Верхние Тёплые Станы была снесена.